# Hugo Eckener
Le Dr Hugo Eckener (10 août 1868 - 14 août 1954) est un ingénieur, industriel et pilote de dirigeable allemand.

## Biographie
Hugo Eckener dirige après le comte von Zeppelin la Luftschiffbau Zeppelin, constructeur allemand de dirigeables, durant l'entre-deux-guerres. Il commanda le célèbre Graf Zeppelin lors de la plupart de ses vols-record, dont la traversée de l'Atlantique en 1924, le premier tour du monde en dirigeable en 1929, faisant de lui le commandant de dirigeable le plus prestigieux de l'Histoire. 
En juillet 1931, toujours avec le Graf Zeppelin, il part de Berlin, s'arrête à la base russe de Tikhaya sur l'île Hooker, survole le cap Tcheliouskine et l'île Dikson et, durant ce périple, dépose et prend de nombreux sacs de courrier. 
Il fut aussi responsable de la construction des dirigeables ayant connu le plus de succès. Opposé au national-socialisme, il fut invité à faire campagne dans le camp modéré aux élections allemandes, et fut mis ensuite à l'écart sous le Troisième Reich.

## Hommages
- Une rose lui est dédiée par Berger & Teschendorff sous le nom de 'Dr. Eckener' (1930)
- Son nom a été donné à un personnage de la saga Star Wars
- Il est l'un des personnages du roman Vango de Timothée de Fombelle
- Il est l'un des personnages du roman Mission LZ-127, de Jean-Claude Weinling
- Il est l'un des personnages du roman Le Crime du bon nazi, de Samir Machado de Machado